# 南ラナオ州
南ラナオ州、ラナオ・デル・スル州 (みなみラナオしゅう、ラナオ・デル・スルしゅう、Province of Lanao del Sur) は、フィリピン南部ミンダナオ島のバンサモロ自治地域 (BARMM) に属する州である。州都はラナオ湖北岸の市、マラウィ。面積は3,872.9km2、人口は1,045,429人（2015年）。

## 名称
ラナオ (Lanao) はマラナオ語のラナオ（ranao、「湖」）に由来し、マラナオという名も「湖の人」の意味である。このように、この地域でのラナオ湖の存在は大きい。

## 地理
南に北マギンダナオ州、コタバト州、東に北ミンダナオ地方のブキドノン州、北に北ラナオ州と接している。西にはモロ湾の一部であるイラナ湾が広がり、州内にはミンダナオ島で最大のラナオ湖がある。

## 歴史

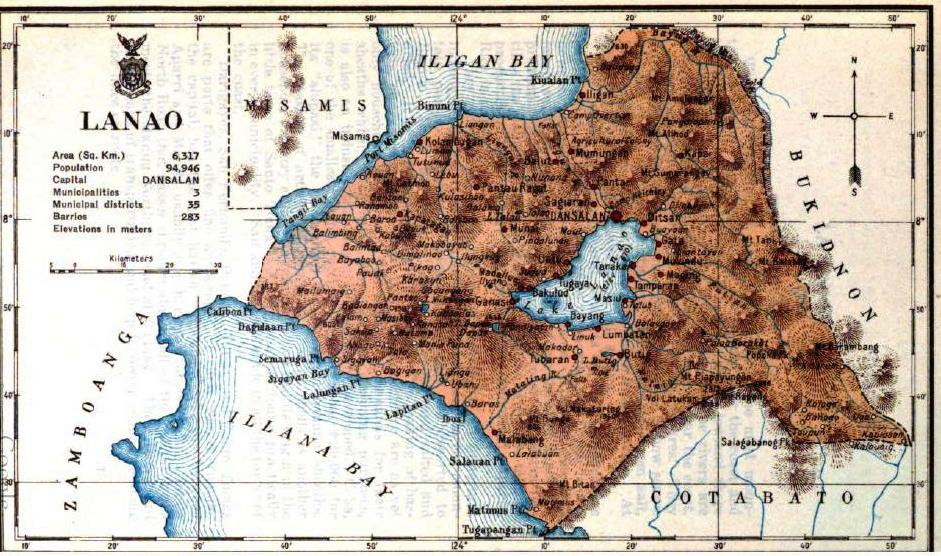
1918年当時のラナオ州

コタバトに王都を置くマギンダナオ王国（1500年 - 1888年）があった。
スペイン人植民者がラナオを1689年に探検した際、巨大な湖（ラナオ湖）を発見し、そこから流れ出る川の出口にダンサラン（Dansalan、現マラウィ、Ditsaan-Ramain）という大きな町が湖北端にあることを知った。ダンサランはアメリカ保護下のフィリピン・コモンウェルス時代の1940年に市となる事が決定したが市制施行は戦後の1950年となった。1956年、ダンサラン市は、湖から流れ出るアグス川のほとりに咲くユリの花が垂れている様にちなみ、マラナオ語で「もたれる」を意味するラウィ (rawi) からとったマラウィに改名することになった。
ラナオ州は1959年に南北に分割され、南のラナオ・デル・スル州の州都はマラウィとなった。マラウィは1980年に「マラウィ・イスラム市 (Islamic City of Marawi)」に再度改名しており、フィリピンの市 (chartered city) では唯一ムスリムが多数派を占めている。
以前は北ミンダナオ地方の1州であったが、1989年の地方再編と住民投票によってイスラム教徒ミンダナオ自治地域（ARMM）に組み込まれ、2019年にバンサモロ自治地域（BARMM）に移行した。

## 住民

### 民族
フィリピンで6番目に人口が多い、ムスリムのマラナオ人が住む。

### 言語
マラナオ語が通用している。ほかにフィリピン語、セブアノ語、英語、アラビア語も通用する。